# 圣厄拉利 (康塔尔省)
圣厄拉利（法語：Sainte-Eulalie，法語發音：[sɛ̃t ølali] ⓘ）是法国康塔尔省的一个市镇，属于莫里亚克区。

## 地理
圣厄拉利（45°7'4"N, 2°22'26"E）面积14.51 平方千米，位于法国奥弗涅-罗讷-阿尔卑斯大区康塔爾省，该省份为法国中南部省份，位于法國中央高原中心，北起科雷兹省、上盧瓦爾省和多姆山省，西接洛特省和科雷兹省，南至阿韦龙省和洛特省，东临上盧瓦爾省和洛泽尔省。
与圣厄拉利接壤的市镇（或旧市镇、城区）包括：阿利、德吕雅克、普洛、圣西尔格德马尔贝、圣马丹瓦尔默鲁、贝斯。
圣厄拉利的时区为UTC+01:00、UTC+02:00（夏令时）。

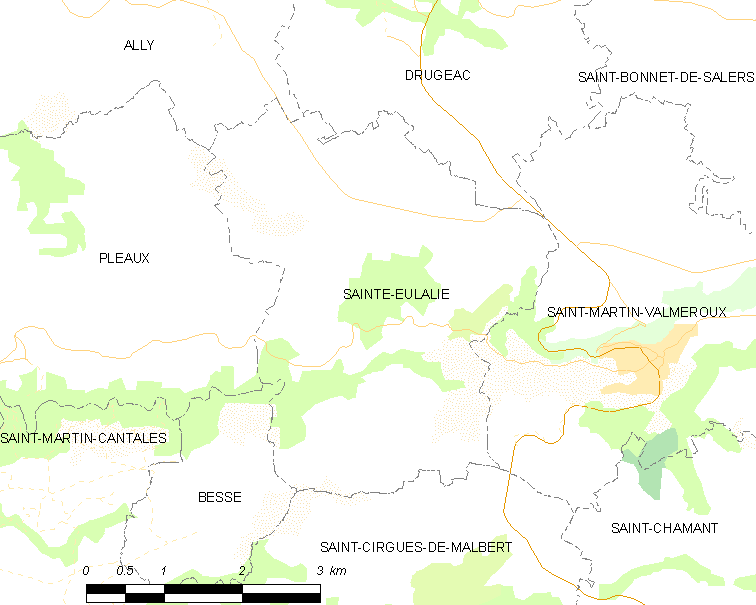
圣厄拉利的OSM定位图

## 行政
圣厄拉利的邮政编码为15140，INSEE市镇编码为15186。

## 政治
圣厄拉利所属的省级选区为莫里亚克县。

## 人口

1962-2008年间圣厄拉利人口变化图示

圣厄拉利于2022年1月1日时的人口数量为231人。